# 畠中秀幸
畠中 秀幸（はたけなか ひでゆき、1969年 - ）は、日本の建築家。広島県生まれ。
有限会社スタジオ・シンフォニカ元代表。一級建築士。

## 経歴
- 1969年 - 広島県生まれ。
- 1987年 - 札幌北高等学校卒業。
- 1992年 - 京都大学工学部建築学科卒業。
- 1995年 - 同大学院工学研究科修士課程修了。
- 1995年 - 札幌に戻りアトリエブンクに入社、札幌ドームの設計などに関わる。
- 2003年 - 建築及び音楽企画事務所「スタジオ・シンフォニカ」を設立。「音楽のような建築を…　建築のような音楽を…」をコンセプトに、人々が集う空間づくりを目指して一般住宅から事務所、舞台美術、教会、葬儀場等の設計とイベント企画を手掛けている。
- 2019年 - 体調不良（脳卒中後遺症）により会社を休眠。
- 2022年 - 7月2日札幌コンサートホールKitara小ホールにて左手のフルーティストとして復帰。満員の聴衆の喝采を浴びる。
- 2022年 - 障碍者や高齢者と社会をつなぐべく一般社団法人「結び」理事長に就任。
- 2023年 - G7環境大臣レセプションにて演奏。国宝羽黒山五重塔にて奉納演奏。

音楽面では、2009年、管楽器文化の向上と吹奏楽を通じ様々な交流を目指し「北海道吹奏楽プロジェクト」を発足させ、代表を務める。現在「北海道吹奏楽プロジェクト」の一環として結成された北海道吹奏楽プロジェクトアカデミーバンドの指揮者を務める。

## 受賞歴
- 2008年 - 「第8回きらりと光る北の建築賞」
- 2009年 - 「第14回札幌市都市景観賞」
- 2010年 - 「狸小路クロスポイント再生コア作り企画提案コンペティション」最優秀賞